# Ethel Johns
Ethel Johns est une infirmière, enseignante et administratrice canadienne, née en 1879 et morte le 2 septembre 1968.

## Enfance et formation
Fille de parents gallois, Johns est née au Pays de Galles, et est arrivée en Ontario, au Canada en 1888 avec ses parents et ses deux frères. Elle passe son adolescence sur la réserve indienne de Wabigoon, où son père, un missionnaire, est enseignant. Ella Cora Hind (en), lors d'une visite de la réserve, l'incite à postuler pour une formation d'infirmière.
Elle étudie les soins infirmiers à la Winnipeg General Hospital School of Nursing, où elle obtient son diplôme en 1902. Johns exerce comme infirmière à Winnipeg. Elle poursuit des études supérieures au Teachers' College de l'Université Columbia à New-York, puis retourne à Winnipeg, où elle travaille comme surintendante à l'hôpital général McKellar de Fort William, en Ontario, puis à l'hôpital pour enfants de Winnipeg,.

## Vie professionnelle
En 1919, elle déménage en Colombie-Britannique, où elle exerce comme directrice des services infirmiers et d'éducation au Vancouver General Hospital. Dans cette même période, elle coordonne le nouveau programme de soins infirmiers de l'Université de la Colombie-Britannique et crée le premier programme universitaire des sciences infirmières au Canada.
En 1925, la Fondation Rockefeller lui offre un poste à New-York afin de participer au développement d'écoles d'infirmières. Johns produit un rapport qui recommande d'élargir les possibilités d'éducation et d'emploi pour les infirmières afro-américaines. Ces recommandations ne seront pas suivies avant les années 80,. Elle est envoyée ensuite en Europe, pour y soutenir le développement des écoles d'infirmières, notamment en Europe de l'Est, en Hongrie et en Roumanie. Elle rentre au Canada en 1933.
De 1933 à 1944, elle devient rédactrice en chef pour The Canadian Nurse,.
À sa retraite, elle reçoit un doctorat en droit de l'Université Mount Allison. Le prix Mary Agnes Snively lui est remis en reconnaissance de ses services infirmiers internationaux.
Johns prend sa retraite en 1944. Elle décède à Vancouver en 1968.
En 2015, Johns est nommée personne d'importance historique nationale. Elle est distinguée pour avoir contribué à la reconnaissance des soins infirmiers en tant que profession et avoir œuvré pour l'égalité des femmes dans l'éducation et l'emploi.
Le prix Ethel Johns est décerné chaque année depuis 1988 par l'Association canadienne des écoles de sciences infirmières pour un service exceptionnel dans le domaine de l’enseignement des sciences infirmières au Canada.